# Michel Domingue
Michel Domingue (Les Cayes, 28 de julio de 1813 - Kingston, 24 de junio de 1877) fue el decimoprimero presidente de Haití, desde el 11 de junio de 1874, en sustitución de Nissage Saget. 

## Biografía
Michel Domingue nació en la ciudad de Les Cayes el 28 de julio de 1813. Se graduó en el ejército y se convirtió en el comandante de las unidades del ejército en el Departamento Sur.
Desde el 8 de mayo de 1868 hasta diciembre de 1869, bajo la presidencia de Sylvain Salnave, encabezó la revuelta contra el presidente en el sur de Haití, contribuyendo a la subida al poder de Nissage Saget. El 11 de junio de 1874, el general Domingue fue elegido para un mandato de ocho años como presidente de Haití.
Promulgó una nueva Constitución para el país el 6 de agosto de 1874, creando el cargo de vicepresidente, puesto que concedió a su sobrino Septimus Rameau Domingue el 10 de septiembre de 1874, quien fue el presidente de facto del país durante su mandato.
Llegó a un acuerdo de paz con el presidente de la República Dominicana, a través del cual Haití reconocía y aceptaba la total independencia de los dominicanos. Si bien él y el presidente dominicano, Ignacio María González Santín, firmaron el acuerdo el 20 de enero de 1875, el congreso haitiano se negó a ratificarlo.
A pesar de este éxito en la política internacional, la economía del país le pasaba factura en la opinión popular. Domingue trató de negociar un préstamo con Francia. Por último, la corrupción y el fraude eran tan grandes que Domingue promulgó un decreto, el 15 de mayo de 1875, que condujo a la detención de los generales Pierre Brice y Pierre Monplaisir. Su adversario político, Pierre Théoma Boisrond-Canal criticó fuertemente al gobierno, tras lo que Domingue inició una purga de opositores. Boisrond-Canal se refugió en la embajada de Estados Unidos. Pierre Monplaisir y Pierre Brice murieron mientras Boisrond-Canal y otros opositores huyeron al extranjero. Esto dio lugar a nuevos disturbios en muchas partes del país, pero especialmente en la capital, Puerto Príncipe. Septimus Rameau fue acusado de ser responsable de la muerte de los dos generales, siendo asesinado en una calle de Port-au-Prince. La revuelta civil finalmente llevó a la caída de su gobierno el 15 de abril de 1876, refugiándose en la embajada de Francia, tras lo que se exilió en Jamaica, e instalándose en Kingston, donde falleció el 24 de junio de 1877.
Fue sucedido al frente del país por Boisrond-Canal.